# My Little Pony: Vänskap är magisk
My Little Pony: Vänskap är magisk (engelska: My Little Pony: Friendship is Magic) är en amerikansk-kanadensisk animerad TV-serie från 2010, baserad på leksaksserien My Little Pony från Hasbro. Serien är utvecklad för TV av Lauren Faust, som tidigare har arbetat med Powerpuffpinglorna och Fosters hem för påhittade vänner. Den produceras av DHX Media i samarbete med Hasbro Studios, och sänds i USA på The Hub. Den svenska dubben har sänts på Boomerang och på Nickelodeon och finns tillgänglig på olika strömningstjänster.

## Distribution i Sverige
Den svenska dubben har sänts på Boomerang (2011) och på Nickelodeon (2013). Serien finns att strömma på Youtube, Netflix (säsong 1 och 2, men flera avsnitt på Youtube har fel namn och ordning), SF Anytime (säsong 1-6) och Viaplay (säsong 6-9). Dessutom har samtliga avsnitt från de tre första säsongerna och flera avsnitt efter kommit på DVD (från Noble Entertainment och VL-Media).

## Internetfenomen och fandom
När TV-serien kom ut i oktober 2010 började den följas av ett antal besökare på 4chans sektion för tecknat och animerat, främst män mellan 13 och 28 år. Serien hade tidigare blivit kritiserad i en artikel av Amid Amidi på sajten Cartoon Brew. Forum-besökarna tänkte till en början se på serien för att kunna håna serien eller Amidi eller för att de var nyfikna, men överraskades av att den var både välproducerad och underhållande. Följarantalet växte och efter ett tag anammades smeknamnet "Brony", en kombination av orden "bro" och "pony". Termen brony är könsneutral, men det förekommer att kvinnliga fans även kallas "pegasisters" som är en sammansättning av "pegasus" och "sister".

## Filmer
År 2013 släpptes långvideofilmen My Little Pony: Equestria Girls på bio, och 2014 kom dess uppföljare, My Little Pony: Equestria Girls – Rainbow Rocks. 2015 utgavs en tredje film, My Little Pony: Equestria Girls – Firendship Games och 2016 släpptes en fjärde film, My Little Pony: Equestria Girls – Legend of Everfree.
År 2017 hade en officiell långfilm baserad på serien premiär på bio, My Little Pony: The Movie.